# George Lang

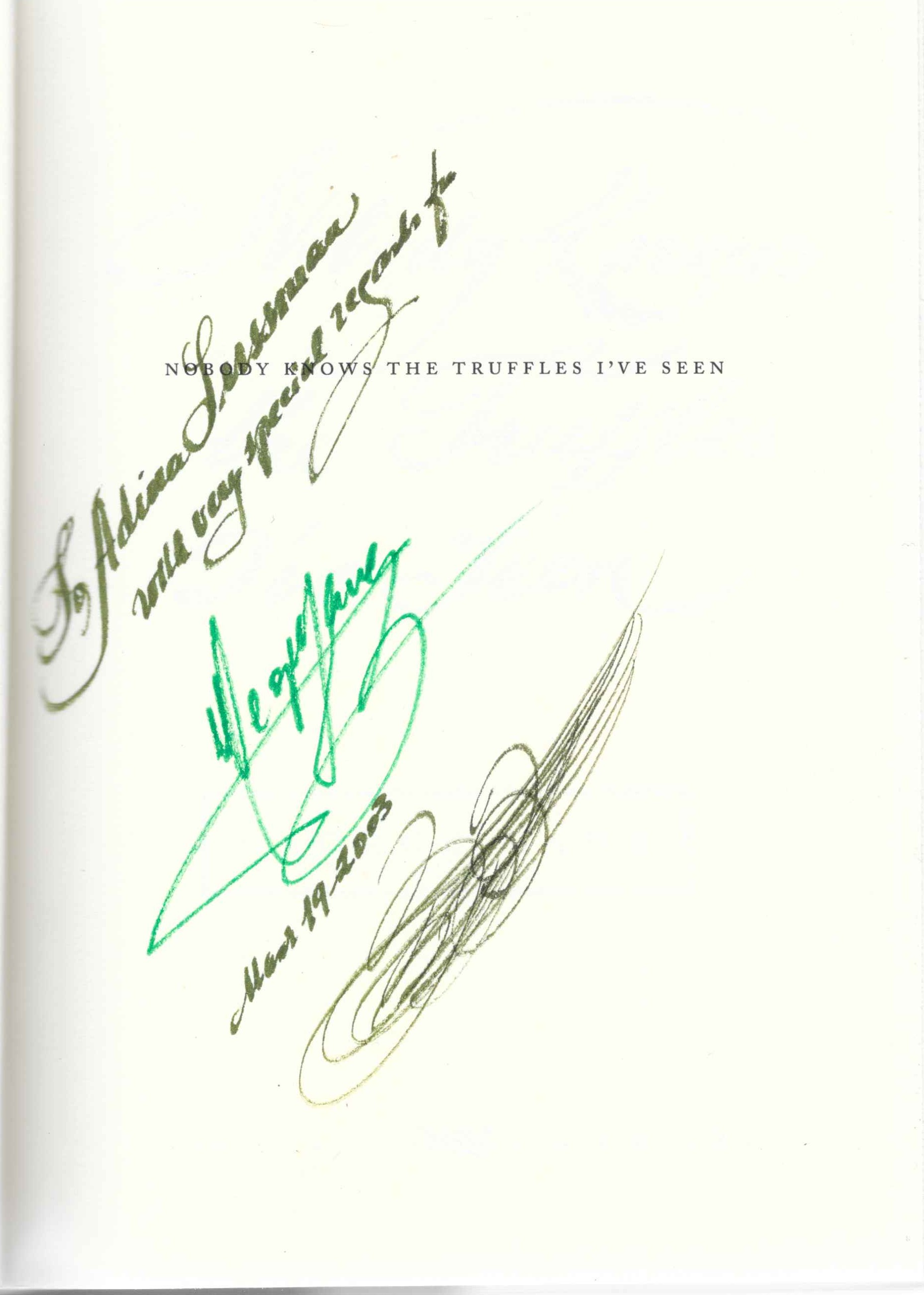
Unterschrift von George Lang auf seiner Autobiografie Nobody Knows the Truffles I've Seen

George Lang (* 13. Juli 1924 in Székesfehérvár, Ungarn als György Deutsch; † 5. Juli 2011 in New York City) war ein ungarisch-US-amerikanischer Gastronom.

## Leben
György Deutsch wuchs mit seinen jüdischen Eltern, dem Schneider Simon Deutsch und Ilona Lang, in bescheidenem Wohlstand in Székesfehérvár auf. Als Döme Sztójay im März 1944 Premierminister geworden war, wurde Langs Familie in einem Arbeitslager inhaftiert, wobei seine Eltern später in Auschwitz ermordet wurden, während György nach sechs Monaten fliehen konnte. Er verschleierte seine Identität und schloss sich zur Tarnung den Pfeilkreuzlern an. Als seine Identität nach drei Monaten aufflog, wurde Budapest von sowjetischen Truppen befreit und György als Pfeilkreuzler angeklagt. Nach seinem Freispruch nahm er den Geburtsnamen seiner Mutter an und zog 1946 zusammen mit seinem Cousin Evi in die USA.
Er wurde Pionier in der Beratung von Restaurants. 1970 gründete er die George Lang Corporation und erwarb 1975 in Manhattan das Café des Artistes (2009 geschlossen). 1992 kaufte und renovierte er zusammen mit Ronald S. Lauder das bekannte Budapester Restaurant Gundel.

## Bücher
- The Cuisine of Hungary. Penguin, 1971. ISBN 0-14-046934-6 (Übersetzungen ins Deutsche, Ungarische und Französische)
- Lang's Compendium of Culinary Nonsense & Trivia. Random House, 1994. ISBN 0-517-11951-X
- George Lang's Cuisine of Hungary. Wings, 1994. ISBN 0-517-11868-8
- Nobody Knows the Truffles I've Seen (Autobiografie) Knopf, 1998. ISBN 978-0-679-45094-8
- The Café des Artistes cookbook. C.N. Potter New York 1984. ISBN 0-517-55307-4